# Lithophane nigrata
Lithophane nigrata là một loài bướm đêm trong họ Noctuidae.